# Jeremy Williams (rugbista)
Jeremy Williams (Australia, 2 de diciembre de 2000) es un jugador profesional australiano de rugby que se desempeña en la posición de segunda línea en Western Force, equipo perteneciente a la liga Súper Rugby.

## Carrera
En 2018, Williams se unió al equipo New South Wales Waratahs (2018-2022), después pasó a Western Force, donde lleva jugando dos temporadas. También es parte de la Selección de rugby de Australia.